# Братска любов
„Братска любов“ е българско читалище в Букурещ. Основано е към края на 1866 година по инициатива на българите учещи в Медицинското училище в Букурещ след закриването на друго българско читалище в града. Осветено е на голямо тържество от погонианския митрополит Панарет.
Първоначално се помещава на улица „Куза вода“ №16 в дома на Н. Русевич, а по-късно е преместено в самостоятелна къща до хотел „Симеон“. Негов пръв председател е Димитър Калевич, а след това Константин Сапунов. В дейността на читалището се включват Любен Каравелов, Христо Ботев, Димитър Ценович, Кириак Цанков, Васил Левски и други. Читалищната дейност започва да замира след 1873 година.